# Bodzepor
Bodzepor – staropolskie imię męskie. Jest ono przekształceniem pierwotnego Bożebor bądź pochodzi z częściowego tłumaczenia imienia Deospor, albo też jest odwzorowaniem łac. imienia Christophorus (Krzysztof), stanowiącym hybrydę polsko-łacińską (pierwszy człon imienia przetłumaczony jako Bodze-, co należy interpretować jako dawny miejscownik od rzeczownika bóg, a drugi został przyswojony z zastępstwem f przez p. Imię to mogło być wtórnie rozumiane jako "mający w Bogu oparcie".